# غريغ مالون
غريغ مالون هو ممثل كندي، ولد في 19 أكتوبر 1948 في كندا. من الجوائز التي نالها جائزة إيرل غراي ‏ سنة 2002.

## جوائز
- جائزة إيرل غراي [الإنجليزية]‏ (2002)

## وصلات خارجية
- غريغ مالون على موقع IMDb (الإنجليزية)
- غريغ مالون على موقع قاعدة بيانات الفيلم (الإنجليزية)